# Sabah Khouri
Sabah Ziad Khouri (in arabo صباح زياد خوري‎?; Al Kuwait, 10 novembre 1982) è un ex cestista libanese.

## Carriera
Con il Libano ha disputato i Campionati mondiali del 2006 e due edizioni dei Campionati asiatici (2003, 2005).